# Стенкова Тамара Сергіївна
Тама́ра Сергі́ївна Стенкова — українська спортсменка-пауерліфтер, триразова чемпіонка світу. Заочно навчається в Національній академії внутрішніх справ, проживає у Полтаві.

## Спортивні досягнення
- 2010 — здобула першу золоту медаль на чемпіонаті світу в Канаді,
- 2012 — здобула другу золоту медаль на чемпіонаті світу в Польщі (400 = 150+90+160),
- вересень 2013 — завоювала золото (вагова категорія до 47 кг, юніори до 23 років) на першості світу з пауерліфтингу, місто Кіллін, штат Техас.